# Valverde de los Arroyos (kommunhuvudort)
Valverde de los Arroyos är en kommunhuvudort i Spanien.   Den ligger i provinsen Provincia de Guadalajara och regionen Kastilien-La Mancha, i den centrala delen av landet, 90 km nordost om huvudstaden Madrid. Valverde de los Arroyos ligger 1 257 meter över havet och antalet invånare är 102.
Terrängen runt Valverde de los Arroyos är kuperad.  Trakten runt Valverde de los Arroyos är nära nog obefolkad, med mindre än två invånare per kvadratkilometer. Närmaste större samhälle är Tamajón, 14,5 km söder om Valverde de los Arroyos. 